# 三聯公園
三聯公園，位於廣東省深圳市寶安區龍華街道的三聯居委會，是当地的一个社区花园。
靠近大浪南路和天虹商場，位於郭吓新村。2017年，当地政府着手开始扩建改造工程。